# Lake Winnipesaukee
Lake Winnipesaukee is een meer in de staat New Hampshire in de Verenigde Staten. Het meer beslaat een oppervlakte van ongeveer 114 km² en bevat minstens 258 eilandjes.
Vier rivieren voeden Lake Winnipesaukee; de Gunstock-, de Merrymeeting-, de Melvin- en de Red Hill River, terwijl de Winnipesaukee River vanuit het meer stroomt.

## Webcam
- Alton Bay – WinnipesaukeeCam

## Bron
- Dit artikel of een eerdere versie ervan is een (gedeeltelijke) vertaling van het artikel Lake Winnipesaukee op de Engelstalige Wikipedia, dat onder de licentie Creative Commons Naamsvermelding/Gelijk delen valt. Zie de bewerkingsgeschiedenis aldaar.